# Tholen
Tholen  è una municipalità dei Paesi Bassi di 25 410 abitanti situata nella provincia della Zelanda.

## Geografia fisica
Il suo territorio è costituito da due ex-isole del delta del Reno, della Mosa e della Schelda, l'omonima Tholen e Sint-Philipsland, oggi unite alla terraferma e costituenti due distinte penisole.